# Djurgårdens IF Friidrott
Djurgårdens IF friidrott är en nygammal sektion inom alliansföreningen Djurgårdens IF. Efter cirka 70 år frånvaro återupptog man friidrotten 2012 på agendan. Föreningen har sedan tidigare mer än 40 SM-medaljer från den tidigare  perioden. Då friidrotten gick under namnet allmän idrott. 